# Bánhegyi B. Miksa
Bánhegyi Béla Miksa (Zalaapáti, 1928. november 7. – Mátraszentimre, 2009. június 25.) bencés rendi szerzetes, pap, gimnáziumi és főiskolai tanár, az Egyházi Könyvtárak Egyesülésének első elnöke, 1988 és 2009 között a pannonhalmi Főapátsági Könyvtár igazgatója.

## Életútja
1928. november 7-én Zalaapátiban született. A gimnáziumot a keszthelyi Premontrei Gimnáziumban végezte. 1947-ben kezdte meg a noviciátust a bencés rendben, ekkor kapta a Miksa szerzetesi nevet. 1949-ben tett egyszerű, majd 1951-ben ünnepélyes szerzetesi fogadalmat. 1952. június 27-én szentelték pappá. Teológiai tanulmányait 1947 és 1952 között a pannonhalmi Szent Gellért Főiskolán végezte.
A szerzetesrendek feloszlatása után 1952 és 1958 között kántor volt Csehimindszenten.
1958–1963 között latin–német szakon szerzett tanári diplomát az Eötvös Loránd Tudományegyetem Bölcsészettudományi Karán. 1963-tól 1965-ig gimnáziumi tanár és diákotthoni nevelő volt a bencés rend győri gimnáziumában (Czuczor Gergely Bencés Gimnázium).
1965-ben négy hónapra eltiltották a tanítástól.
1966–1968 között gimnáziumi irodavezető; 1968–1969-ben gimnáziumi tanár, diákotthoni nevelő; 1969–73 közt gimnáziumi tanár, igazgatóhelyettes és diákotthoni nevelő volt Pannonhalmán. Latin és német nyelvet, valamint művészettörténetet tanított.
1973–1977 között gimnáziumi és diákotthoni igazgató, 1977–1980 közt pedig gimnáziumi tanár volt a győri bencés gimnáziumban.
1980–2009 között gimnáziumi tanár, konventmisés szónok; 1988-tól a pannonhalmi Főapátsági Könyvtár igazgatója és tanár a Szent Gellért Hittudományi Főiskolán, Pannonhalmán. Tantárgyai: homiletika, ars sacra.
Nagy szerepe volt az 1994-ben alakult Egyházi Könyvtárak Egyesülése létrehozásában. 1994-től 2000-ig az egyesülés elnöke, 2000 és 2004 között pedig az elnökség tagja volt.
1966-ban könyvtárosként dolgozott néhány hónapig Pannonhalmán, majd elődje, Szabó Flóris atya halála után 1988-tól egészen 2009-ig – haláláig – a Főapátsági Könyvtár igazgatója volt.
2009. június 25-én, életének 81. évében hunyt el.
2009. július 3-án a pannonhalmi Boldogasszony-kápolnában helyezték örök nyugalomra.

## Munkássága
Számos területen tevékenykedett. Mint szerzetes és pap, lelkigyakorlatokat tartott, liturgikus bizottságok tagjaként a liturgia megújításán fáradozott, és a bencés kultúra és szellemiség megismertetésével foglalkozott.
Tanárként a latin és német nyelv elkötelezett és rendkívül tájékozott oktatója volt, ezen kívül nagy hozzáértéssel tanított még művészettörténetet és homiletikát is. Német és latin nyelvből számos diákja indult és nyert az Országos Középiskolai Tanulmányi Versenyeken (OKTV). 1989-ben nyerte el a Kiváló Pedagógus, majd 1999-ben a Szent Gellért-díjat, amelyet a katolikus közoktatásban végzett kiemelkedő munkáért adományoz a Magyar Katolikus Püspöki Konferencia.
Sokoldalú tevékenységi körébe tartozott számos konferencián és szakmai napokon való eladói részvétel, kiállítások szervezése és megnyitása, valamint a Pannonhalmára látogatóknak nyújtott idegenvezetés is, amely jól mutatta Pannonhalma történelmében való alapos jártasságát.
Könyvtárosként rendkívül fontosnak tartotta a régi nyomtatványok sorsát, ezért küzdött sikerrel az egyházi könyvtárakból az 1950-es években elkobzott jelentős számú régi könyv, köztük az  RPK-k (Régi Pannonhalmi Könyvek) visszaszerzéséért is. Könyvtárosi munkáját 1998-ban Szinnyei József-díjjal jutalmazták.
Fordítóként is számos mű köthető a nevéhez.

## Díjai
- Kiváló Pedagógus (1989)
- Kodály Zoltán Közművelődési díj (1996)
- Szinnyei József-díj (1998)
- Szent Gellért-díj arany fokozat (1999)

## Művei
- A győri Czuczor Gergely bencés gimnázium jubileumi évkönyve 1626–1976 (szerk.). Győr, 1977, 88 p.
- Maria Theresias Bild in den Leichenpredigten ungarischer Provenienz. In: Maria Theresa als Königin von Ungarn. Eisenstadt, 1984, pp. 387–401.
- Der Staat und die kirchlichen Bibliotheken in Ungarn seit 1945. (Társszerző: Flóris Szabó.) In: Staatliche Initiative und Bibliotheksentwicklung seit der Aufklärung. Wiesbaden, 1985, pp. 215–225.
- A Győri Egyházmegyei Könyvtár kéziratkatalógusa. 1850 előtti kéziratok. Budapest, 1991.
- Kruesz Krizosztom és Rómer Flóris. Egy baráti levelezés margójára in: Corona fratrum. Dr. Szennay András főapát úr 70. születésnapjára.  Pannonhalma, 1991, pp. 285–293.
- Rómer meghatározó pályakezdése. In: Archeológiai Értesítő, 1991, 1–2., pp. 92–94.
- Könyvtár a középkori bencés monostorokban. (Somogyvár és Pannonhalma). In: Szent László és Somogyvár. Tanulmányok a 900 éves Somogyvári Bencés Apátság emlékezetére. Kaposvár, 1992, pp. 77–82.
- A közösség asztala. A pannonhalmi apátság barokk ebédlője. (Fényképezte: Hapák József.) Pannonhalma, 1993, 80 p.
- Egy magyar kolostori könyvtár a reformkorban. In: Esztergom Évlapjai. Annales Strigonienses. Az Esztergom-Vidéke Régészeti és Történelmi Társulat Közlönye, 1994, pp. 129–142.
- Az egyházi könyvtárak evangelizációs jövője. In: Kétszáz éves az Egri Főegyházmegyei Könyvtár 1793–1993. Emlékbeszédek. Eger, 1995. pp. 51–59.
- Bencés könyvkultúra a középkorban. In: Magyar Egyháztörténeti Vázlatok, 1996, 1–2., pp. 15–23.
- A könyvtár. In: Mons Sacer 996–1996. Pannonhalma ezer éve III. köt., Pannonhalma, 1996. pp. 191–232.
- Az egyházi könyvtárakról. In: Könyvtári Levelező/lap, 1997. 10., pp. 28–29.
- A pannonhalmi Főapátsági Könyvtár – Library of the Pannonhalma Abbey. In: Könyv és Könyvtár XIX., 1997, p. 19-34. (A Debreceni Kossuth Lajos Tudományegyetem Közleményei 177.)
- Az egyházi könyvtárakról. In: Könyv, Könyvtár, Könyvtáros, 1999, 2., p. 33–35.
- Az államalapító Szent István alakja az egyházi szövegekben. In: Arrabona, 38/1–2., 2000, pp. 131–154.
- A bencés monostorok szerepe Szent István államában. In: Válaszúton. Pogányság – Kereszténység, Kelet–Nyugat. Veszprém, 2000. pp. 121–127.
- A bencés monostorok olvasáskultúrája a középkorban. In: Könyv, Könyvtár, Könyvtáros, 2001, 6., pp. 12–16.
- Zur 1000-jährigen Geschichte des Benediktinerordens in Ungarn. In: Collegium Hungaricum. Studien Band 1. Wien, 2002